# Zavah
Zavah war ein Volumenmaß in Masulipatam (Präsidentschaft Madras). Das Getreidemaß war ein kleines.
- 1 Zavah = 1,14704 Liter

Die Maßkette war 
- 1 Garce = 3 Candies = 240 Meecols = 1440 Mannikahs = 2880 Zavahs = 5760 Solahs = 11.520 Arsolahs = 23.040 Giddahs[1] ≈ 3303,48 Liter (errechn.)